# ستيف ميكس
ستيف ميكس (بالإنجليزية: Steve Mix)‏ مواليد 30 ديسمبر 1947 في توليدو، هو لاعب كرة سلة أمريكي معتزل تحول إلى التدريب بعد الاعتزال بدأ مسيرته الاحترافية في سنة 1969. تم اختياره من قبل فريق ديترويت بيستونز خلال الدرافت. يبلغ طوله 6 قدم 7 بوصة (2.0 م). اعتزل اللعب في 1983.

## المسيرة الاحترافية
لعب مع ديترويت بيستونز من سنة 1969 إلى 1972، ثم لعب مع دنفر ناغتس في موسم 1971–72 ABA season، ثم لعب مع فيلادلفيا سفنتي سيكسرز من سنة 1973 إلى 1982، ثم لعب مع ميلووكي باكز في موسم 1982–1983، ثم لعب مع لوس أنجلوس ليكرز في سنة 1983.

## روابط خارجية
- ستيف ميكس على موقع إن بي أي (الإنجليزية)
- ستيف ميكس على موقع سبورتس رفرنس (الإنجليزية)
- ستيف ميكس على موقع كلية كرة السلة في سبورتس رفرنس.كوم (الإنجليزية)
- ستيف ميكس على موقع ريلجم (الإنجليزية)
- ستيف ميكس على موقع بروبوليرز (الإنجليزية)